# Jean-Pierre Bertolino
Pour les articles homonymes, voir Bertolino.
Jean-Pierre Bertolino est un footballeur français né le 12 mars 1960 à Reims. Il est avant-centre.

## Biographie
Cet attaquant de grande taille (1,81 m) est formé au Stade de Reims, club où il réalise pratiquement toute sa carrière. 
Il marque 91 buts en 277 matches de championnat avec Reims. Cette performance le place au 6e rang des meilleurs buteurs rémois en championnat avec l'équipe première [réf. nécessaire].

## Carrière de joueur
- 1975-1987 : Stade de Reims
- 1987-1988 : SCO Angers
- 1990-1991 : CS Château-Thierry
- 1991-1993 : Paris FC
- 1993-1996 : Stade de Reims[1]